# جون ديفيس (سياسي)
جون ديفيس (بالإنجليزية: John E. Davis) (و. 1913 – 1990 م) هو سياسي، من الولايات المتحدة الأمريكية، ولد في غوودريتش، كان عضوًا في الحزب الجمهوري، توفي في رانتشو ميراج، ريفيرسيدي، كاليفورنيا، عن عمر يناهز 77 عاماً.

## مناصب
تولى منصب حاكم شمال داكوتا ‏، وعضو مجلس ولاية داكوتا الشمالية.

## التعليم
تعلم في جامعة داكوتا الشمالية.

## جوائز
حصل على جوائز منها:
- ميدالية النجمة البرونزية
- وسام القلب الأرجواني
- ستار سيلفر.